# Europapokal

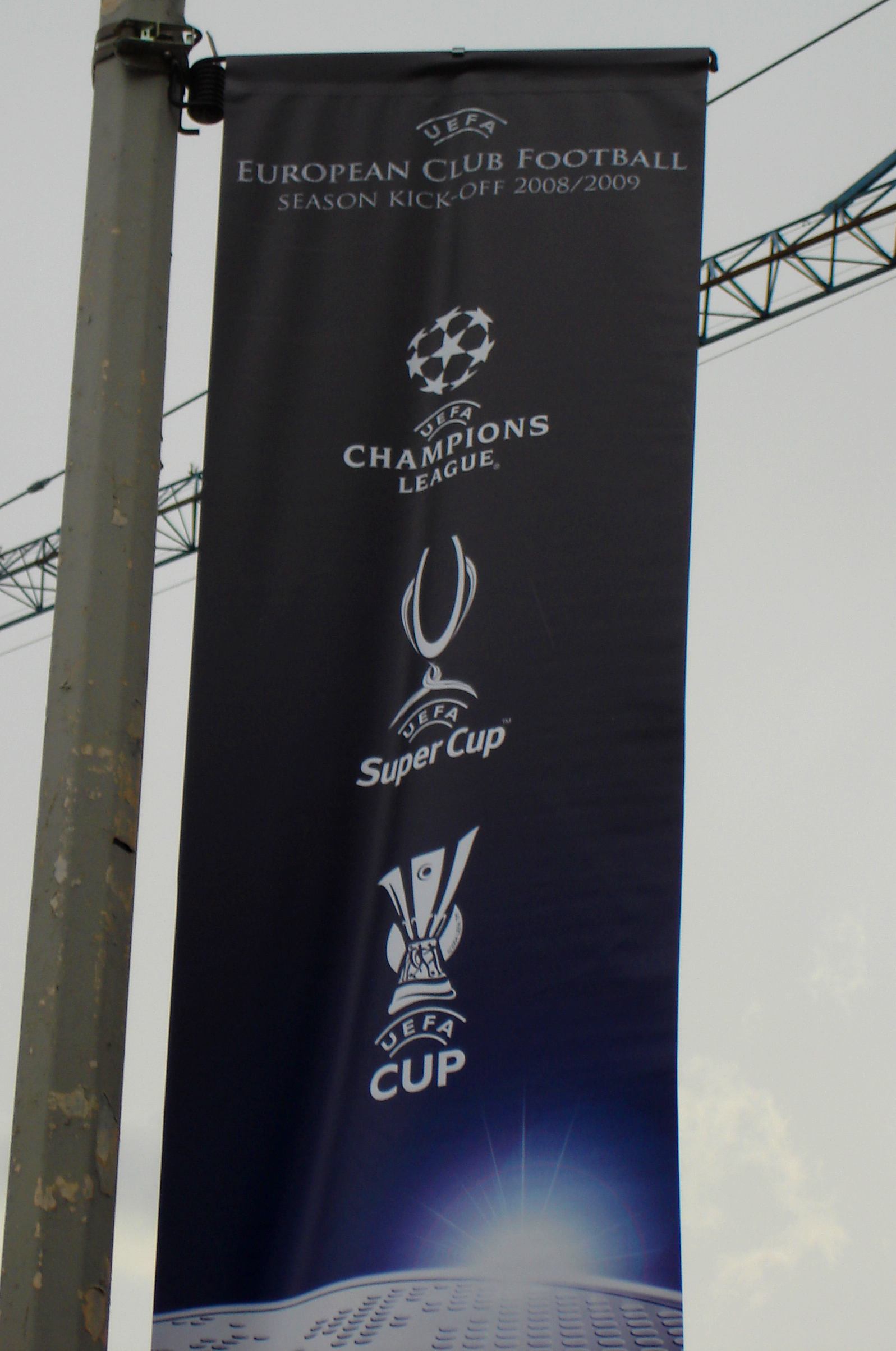
Werbung für die Vereinswettbewerbe der UEFA in Monaco

Als Europapokal oder Europacup bezeichnet man einen auf europäischer Ebene von Vereinsmannschaften, in manchen Sportarten auch Nationalteams oder auch in Einzelsportarten ausgetragenen sportlichen Wettbewerb. Die Europapokale werden meist von dem jeweiligen europäischen Sportverband ausgetragen. Die sportliche Qualifikation der teilnehmenden Mannschaften erfolgt auf nationaler Ebene, sowie teilweise zusätzlich in kontinentalen Qualifikationswettbewerben.
In Österreich und in der Schweiz ist der Begriff „Europacup“ seit jeher üblich, hingegen ist in Deutschland der Begriff „Europapokal“ üblicher.
Ein auf globaler Ebene ausgetragener sportlicher Wettbewerb ist der Weltpokal. Das Gegenstück für Nationalmannschaften ist die Europameisterschaft.

## Bedeutung
Heute finden in fast allen Mannschaftssportarten europäische Vereinswettbewerbe statt. Auch in einigen Individualsportarten gibt es mittlerweile Europapokal-Wettbewerbe. So zum Beispiel in der Leichtathletik.
In der öffentlichen Wahrnehmung Europas und der Welt hat auf Grund der Beliebtheit des Fußballs die UEFA Champions League den bei weitem höchsten Bekanntheits- und Popularitätsgrad. In der Saison 2004/05 kam sie auf einen Zuschauerschnitt von 39.645. Die Stadien waren jeweils früh ausverkauft und die Zuschauerquoten der Fernsehsender hoch. Dies wirkte sich auch positiv auf die Einnahmen der Beteiligten aus; so verdienen die UEFA, die teilnehmenden Mannschaften und die übertragenden TV-Stationen sehr gut an dem Wettbewerb.
Weit hinter diesen Milliardengeschäften, aber trotzdem mit guten Erträgen für alle Seiten und hohem Zuschauerinteresse, stehen vor allem die EHF Champions League (Handball), die EuroLeague (Basketball) und der Heineken Cup (Rugby). So waren die Endspiele 2006 der Euroleague mit 16.805 und der Heineken Cup mit 74.534 Zuschauern jeweils ausverkaufte Veranstaltungen. Schon der Saisonzuschauerschnitt lag beim Basketball-Wettbewerb mit 5.941 und beim Rugby-Union-Wettbewerb mit 12.211 in einem passablen Bereich. Die Handball-Champions-League-Spiele werden sogar außerhalb von Europa vermarktet.
Die übrigen anderen Wettbewerbe erreichen allerdings nur in den jeweiligen Teilnehmerstädten eine größere Aufmerksamkeit. Diese lassen sich in zwei Austragungsgrundtypen unterscheiden, zum einen den Modus mit einer Entscheidung an einem Wochenende an einem Ort wie beim CEB European Cup, zum einen den Modus mit einem Wettbewerb gestreckt über eine ganze Saison wie bei der EFAF European Football League, dass einer kommerzielleren Ausrichtung zu Grunde liegt.
In Zukunft wollen nicht nur die meisten Verbände weiter an der kommerzielleren Variante festhalten, sondern auch die letzten verbliebenen Verbände im Mannschaftssportbereich, wie beispielsweise im Baseball, sehen die Zukunft ihrer Wettbewerbe im „Champions League“-Format.

## American Football
Ausrichter der Europapokal-Wettbewerbe im American Football ist die IFAF Europe. Der bedeutendste Titel auf europäische Ebene war bis 2019 der Eurobowl, der von 1986 bis 2014 das Finale der European Football League und von 2015 bis 2018 das Finale der Big6 war. Seit 2021 gilt die Central European Football League als offizieller Europapokal-Wettbewerb.

### Central European Football League
Der Wettbewerb findet parallel zu den nationalen Meisterschaften zwischen April und Juni statt.  Aktueller Titelträger ist das österreichische Team Danube Dragons.  Einziger deutscher Sieger sind die Schwäbisch Hall Unicorns, die den Titel 2021 und 2022 gewinnen konnten.  Für Österreich gab es bereits vier verschiedene Titelträger, darunter die Raiders Tirol, die 2019 ihren dritten Titel gewannen.  Rekordsieger sind die Belgrade Vukovi, die jedoch ihre sechs Titel zwischen 2007 und 2014 gewannen, als der Wettbewerb noch eine regionale Liga ohne europäische Spitzenteams war.

### Ehemalige Wettbewerbe

#### Eurobowl
Der erste und für lange Zeit prestigeträchtigste europäische Wettbewerb war die European Football League, die 1985 eingeführt wurde.  Das Finalspiel, der European Football League hieß Eurobowl.  Im Jahr 2014 wurde die Big6 European Football League eingeführt. Ursprünglich war die Big6 für die besten sechs europäischen Mannschaften gedacht. Zuletzt nahmen 2018 nur vier Mannschaften teil. Zur Zeit der Big6 gewannen ausschließlich deutsche Mannschaften den Eurobowl, darunter vier Mal die New Yorker Lions Braunschweig. In der ewigen Bestenliste führen die Lions mit sechs Titeln vor den Vienna Vikings aus Österreich mit fünf Titeln.
Gespielt wurde in der Regel immer zwischen März und Juli. Erster Sieger 1986 war die finnische Mannschaft TAFT Vantaa. Der bislang letzte Eurobowl wurde 2019 als einzelnes Spiel ohne Turnier ausgetragen. Sieger waren die Potsdam Royals.

#### Weitere Wettbewerbe
Der zweithöchste Wettbewerb war von 2014 bis 2018 die European Football League. Deutsche Teams holten vier der fünf Titel, darunter zwei durch die Kiel Baltic Hurricanes.
Vorgängerwettbewerbe waren der EFAF Cup, der zwischen 2002 und 2013 ausgetragen wurde, der Euro-Cup (1996–99) und der Federations-Cup (1997–98). Erster Sieger des EFAF Cups war die österreichische Mannschaft Graz Giants, die auch Rekordsieger sind und drei Titel erringen konnten.

## Baseball
Ausrichter der Europapokal-Wettbewerbe im Baseball ist die Confederation of European Baseball (CEB). Es gibt momentan zwei Wettbewerbe:

### CEB European Champions Cup
Dieser Pokal wird im best-of-three-Modus zwischen den beiden Siegern des CEB European Cups ausgespielt. Bis 2012 waren auch beide zweitplatzierte Mannschaften spielberechtigt und der Pokal wurde als Final Four Turnier gespielt.

### CEB European Cup
Der höchste europäische Wettbewerb ist der CEB European Cup, kurz auch einfach nur EC. Seit 2008 wird der Pokal in zwei Pools (Turnieren) zu je 6 Teams gespielt. Die beiden Sieger qualifizieren sich für den European Champions Cup. Gespielt wird meistens Mitte Juni. Der Wettbewerb endet in einem Finale. Das erste Mal wurde der Wettbewerb 1963 ausgetragen, als Picadero Jockey Club aus der spanischen Liga gewann. Rekordsieger ist eine italienische Mannschaft, sie gewannen ihre neun Titel unter den Namen Germal Parma, Parmalat Parma, World Vision Parma, Cariparma Angels und CUS Cariparma.

### Ältere Turniere

#### CEB Cup Winners’ Cup
Der zweithöchste europäische Wettbewerb mit zuletzt acht Teilnehmern ist der CEB Cup Winners’ Cup. Darunter ist auch der deutsche Vizemeister der Vorsaison der Baseball-Bundesliga, zuletzt waren so die Regensburg Legionäre qualifiziert. Österreichische oder Schweizer Mannschaften haben sich nicht qualifiziert. Gespielt wird meistens in der Mitte vom Juni. Der Wettbewerb endet in einem Finale. Das erste Mal wurde der Wettbewerb 1990 ausgetragen. Erster Sieger war Neptunus Rotterdam aus der niederländischen Honkbal Hoofdklasse, sie sind auch Rekordsieger des Wettbewerbs (5 Titel).

#### CEB Cup
Der dritthöchste europäische Wettbewerb mit zuletzt acht Teilnehmern ist der CEB Cup. Darunter ist auch eine deutsche Mannschaft, 2007 waren die Heidenheim Heideköpfe durch ihre Leistungen in der Saison 2006 in der Baseball-Bundesliga qualifiziert haben. Österreichische oder Schweizer Vereine haben sich nicht qualifiziert. Gespielt wird meistens in der Mitte vom Juni. Der Wettbewerb endet mit einem Finale. Das erste Mal wurde der Wettbewerb 1993 ausgetragen. Erster Sieger war der italienische Verein Nettuno BC, sie sind auch Rekordsieger mit insgesamt drei Siegen.

## Basketball
Ausrichter der Europapokal-Wettbewerbe im Basketball ist die ULEB und die Fédération Internationale de Basketball Europe (FIBA Europe). Es gibt derzeit drei Wettbewerbe:

### EuroLeague
Der höchste europäische Wettbewerb mit derzeit 24 Teilnehmern ist die EuroLeague, abgekürzt auch EL. Darunter ist mit den Brose Baskets aus Bamberg auch der deutsche Meister aus der Vorsaison. Die Landesmeister aus der Schweiz bzw. aus Österreich sind nicht teilnahmeberechtigt. Gespielt wird zwischen Ende Oktober und Anfang Mai des nächsten Jahres und endet mit einem Final Four Turnier. Mit vier Triumphen ist Mannschaft von Panathinaikos Athen Rekord-Titelträger.

Der Vorgänger der EuroLeague war der Europapokal der Landesmeister, welcher vom Weltverband FIBA erstmals 1957/1958 ausgetragen wurde. Erster Sieger war der ASK Riga aus der Lettischen SSR der Sowjetunion, die meisten Titel gewann mit acht die spanische Mannschaft von Real Madrid. Als in der Saison 2000/01 die ULEB die EuroLeague ins Leben rief, wurde der Europapokal von der FIBA unter dem neuen Namen Suproleague parallel dazu ausgetragen. Da diese aber gegenüber dem Gegenwettbewerb der ULEB die geringere sportliche Bedeutung besaß und um eine künftige Spaltung des europäischen Vereinsbasketballs zu verhindern, einigten sich beide Verbände bereits nach einer Saison auf die Einstellung dieses Turniers.

### ULEB EuroCup
Der zweithöchste europäische Wettbewerb ist der ULEB Eurocup, welcher in der Saison 2002/03 erstmals ausgetragen wurde. Mittlerweile umfasst das Starterfeld 54 Mannschaften. Darunter sind auch fünf deutsche Mannschaften aus der Basketball-Bundesliga: Hauptrunden-Sieger ALBA Berlin, die BBL-Playoff-Halbfinalisten Artland Dragons, Köln 99ers und EnBW Ludwigsburg und mit einer Wild Card die Deutsche Bank Skyliners. Ebenfalls zum Teilnehmerfeld gehören die jeweiligen Meister Österreichs und der Schweiz (Allianz Swans Gmunden bzw. Benetton Fribourg). Gespielt wird zwischen Ende Oktober und Mitte April des nächsten Jahres. Der Wettbewerb endet mit einem Finale. Der Sieger ist für die nächste Saison der EuroLeague qualifiziert. Der spanische Verein Pamesa Valencia konnte diesen Wettbewerb im Jahr 2003 zuerst gewinnen.

Der Vorgänger des ULEB Eurocup war der Europapokal der Pokalsieger, welcher vom Weltverband FIBA erstmals 1966/1967 ausgetragen wurde. Erster Sieger war der italienische Verein Ignis Varese, Rekordsieger ist auch hier Real Madrid, sowie die italienische Mannschaft von Pallacanestro Cantù (ehemals Birra Forst, Gabetti, Squibb) mit jeweils vier Titeln. Nach mehreren Namenswechseln (Europacup, Eurocup, Saporta Cup) wurde der Wettbewerb nach der Spielzeit 2002 schließlich eingestellt.

### FIBA EuroChallenge
Der dritthöchste europäische Wettbewerb ist die EuroChallenge, die von der FIBA veranstaltet wird und in der Saison 2002/03 erstmals ausgetragen wurde. Gespielt wird zwischen Anfang November und Mitte April des nächsten Jahres. Der Wettbewerb endet mit einem Final-Four-Turnier. Erster Sieger war die russische Mannschaft UNICS Kasan.

Der Vorgänger des EuroCup war der Korać-Cup, welcher vom Weltverband FIBA erstmals 1971/1972 ausgetragen wurde. Erster Sieger war die kroatische Mannschaft Lokomotiva Zagreb. Rekordsieger ist die italienische Mannschaft Pallacanestro Cantù (ehemals Birra Forst, Shampoo Clear) mit insgesamt vier Titeln. Wie der Europapokal der Pokalsieger wurde auch der Korać-Cup nach der Saison 2002 eingestellt.

### Sonstige Wettbewerbe

#### FIBA EuroCup Challenge
Der vierthöchste europäische Wettbewerb war die FIBA EuroCup Challenge, welcher während der Spielzeiten von 2002/03 bis 2006/2007 ausgetragen wurde. Erster Sieger war Aris Saloniki aus Griechenland. Dieses Turnier war besonders in den mittel- und osteuropäischen Ländern populär, in denen Basketball einen hohen Stellenwert besitzt, für die jedoch nicht ausreichend Startplätze in den Wettbewerben der ULEB zur Verfügung standen. Nachdem man im Sommer 2007 die Erweiterung des Teilnehmerfeldes für den ULEB Cup auf 54 Mannschaften beschloss, wurde die FIBA EuroCup Challenge wieder eingestellt.

## Eishockey
Ausrichter der Europapokal-Wettbewerbe im Eishockey ist die Internationale Eishockey-Föderation IIHF, da es keine kontinentalen Verbände gibt. Derzeit werden zwei offizielle Europapokalwettbewerbe ausgetragen:

### Champions Hockey League
Die Champions Hockey League, kurz CHL, ist der höchste Wettbewerb für europäische Klubmannschaften. Er wird seit 2014 von der Champions Hockey League (CHL) AG mit Sitz in Zug durchgeführt, an der die IIHF, sechs Ligen und 26 Clubs beteiligt sind. Für den Wettbewerb qualifizieren sich je drei bis fünf Mannschaften aus den beteiligten Ligen (Deutschland, Österreich, Schweiz, Schweden, Finnland, Tschechien), neben dem Meister sind dies auf jeden Fall die zwei besten Mannschaften der jeweiligen Hauptrunde. Dazu kommen sieben Landesmeister aus weiteren Ländern und der Sieger des Continental Cup.
Die ersten drei Spielzeiten wurden von schwedischen Mannschaften gewonnen (Luleå HF und zweimal Frölunda HC). Sieger 2018 war der finnische Vertreter JYP Jyväskylä.

### IIHF Continental Cup
Der IIHF Continental Cup, kurz CC, wurde 1997 ursprünglich als zweithöchster Wettbewerb neben der damaligen European Hockey League eingeführt. Jeder europäische Verband kann einen Club zum CC melden, außer den sechs an der CHL beteiligten Ligen. Der IIHF Continental Cup besteht aus mehreren Runden mit Viererturnieren, deren Sieger sich jeweils für die nächste Runde qualifizieren. Die Mannschaften werden gemäß der Stärke ihres Landes für die Runden gesetzt. Der Wettbewerb beginnt Ende September und endet Anfang Januar mit dem Finalturnier, dem sogenannten „Super Final“, für das sich die jeweils ersten zwei der Halbfinalturniere qualifizieren.

Vorgängerwettbewerb war der 1994 und 1995 ausgespielte IIHF Federation Cup.
Erster Sieger des Continental Cups war die tschechische Mannschaft TJ VSŽ Košice. Rekordsieger ist der weißrussische Club HK Junost Minsk mit drei Titeln.

### Ehemalige Wettbewerbe
Der Europapokal wurde erstmals 1965/66 ausgetragen; erster Europapokalsieger wurde der tschechoslowakische Vertreter ZKL Brno. Der Europapokal wurde 1996 durch die European Hockey League ersetzt. Nach einer Spielpause zwischen 2001 und 2005 wurde der Titel im IIHF European Champions Cup ausgespielt, wo sich die Meister der sechs besten Nationen Europas in einem Turnier im Januar gegenüberstanden. Mit insgesamt 20 Titeln ist die Mannschaft von ZSKA Moskau Rekordhalter. In der Saison 2008/09 wurde die kurzlebige Champions Hockey League (CHL) ausgetragen, die der ZSC Lions aus Zürich gewann. Nach dem Absprung eines Investors wurde die CHL ausgesetzt. Inoffiziell übernahm die European Trophy die Rolle des höchsten Europapokalwettbewerbs. An diesem aus der Nordic Trophy und dem Red Bulls Salute entstandenen Wettbewerb nahmen nur eingeladene Mannschaften teil.
Im Frauen-Eishockey wurde zwischen 2004 und 2015 der IIHF European Women Champions Cup ausgetragen. Bei diesem im deutschen Sprachbereich auch „Europapokal der Landesmeister im Fraueneishockey“ genannten Wettbewerb, nahmen die Landesmeister der nationalen Frauenligen teil. Der Wettbewerb wurde in mehreren Turnieren ausgespielt, wobei die Turniersieger in die nächste Runde vorrückten. Das Finalturnier unter dem Namen „EWCC Super Final“ wurde jeweils im Dezember ausgetragen. Rekordsieger sind der schwedische Verein AIK Solna und der russische Vertreter Tornado Moskowskaja Oblast mit je vier Titeln.

## Faustball

### Champions Cup
Der höchste europäische Wettbewerb für Vereinsmannschaften ist der von der EFA Champions Cup (ehemals Europacup der Männer und Frauen). Er wird in der Feldsaison seit 1963 für Männerteams und 1993 für Frauenteams ausgetragen.

### European Cup
Der zweithöchste europäische Wettbewerb für Vereinsmannschaften ist der European Cup (ehemals IFA-Cup). Er wird in der seit 1991 auf dem Feld für Männerteams ausgetragen.

## Fußball
Ausrichter der Europapokal-Wettbewerbe (in Österreich und in der Schweiz Europacup-Wettbewerbe) im Fußball ist die UEFA. Es gibt momentan einen Frauen- und drei Herren-Wettbewerbe.

### Frauen

#### UEFA Women’s Champions League
Der einzige europäische Wettbewerb für Frauen ist die UEFA Women’s Champions League. Am Wettbewerb nehmen die Landesmeister der einzelnen Landesverbände, sowie die Zweitplatzierten der besten acht Ligen teil. Da es beispielsweise in Irland und Wales keine Ligen gibt, schicken diese Verbände ihren Pokalsieger ins Rennen. Gespielt wird zwischen August und April des nächsten Jahres. Das Finale wird in einem Spiel ausgetragen. Erstmals wurde der Wettbewerb 2001/2002 als UEFA Women's Cup ausgetragen, nach der Saison 2008/09 erhielt er seinen jetzigen Namen. Erster Sieger war der 1. FFC Frankfurt. Rekordsieger mit acht Titeln ist Olympique Lyon.
- Sieger 2020:  Olympique Lyon
- Sieger 2021:  FC Barcelona
- Sieger 2022:  Olympique Lyon
- Sieger 2023:  FC Barcelona
- Sieger 2024:  FC Barcelona

### Herren

#### UEFA Champions League
Der höchste europäische Wettbewerb mit derzeit 32 Teilnehmern ist die UEFA Champions League (kurz UCL), welche 1955/1956 unter dem Namen European Champions Clubs’ Cup bzw. Europapokal der Landesmeister (in Österreich und in der Schweiz Europacup der Landesmeister bzw. informell Meistercup) erstmals ausgetragen wurde. Unter dem heutigen Namen wird dieser Wettbewerb seit der Saison 1992/93 durchgeführt. Als erste Mannschaft konnte Real Madrid 1956 die europäische Fußballkrone erringen; mit vierzehn Titeln sind die Spanier gleichzeitig auch Rekordsieger.
Die UCL wird jeweils zwischen Mitte September und Ende Mai bzw. Anfang Juni des Folgejahres ausgetragen. Der Sieger wird in einem einzigen Finalspiel ermittelt. Der Gewinner spielte bis einschließlich 2004 gegen den Sieger der südamerikanischen Copa Libertadores um den Weltpokal. Seit dessen Abschaffung ist er bei der FIFA-Klub-Weltmeisterschaft startberechtigt.
Die Kriterien für die Teilnahme wie auch der Spielmodus wurden im Laufe der Zeit mehrmals verändert. Vor der Saison 1997/98 waren ausschließlich die Landesmeister aller europäischen Fußballverbände sowie der Titelverteidiger startberechtigt. Dabei musste in der Spielzeit 1992/93 erstmals eine Qualifikationsrunde eingeführt werden, da aufgrund von politischen Ereignissen die Anzahl der Mitgliedsverbände in der UEFA deutlich zugenommen hatte. Ab der Saison 1999/2000 werden Quotenstartplätze für die Endrunde nach der UEFA-Fünfjahreswertung an die Landesverbände vergeben. Seitdem dürfen stärkere Verbände neben ihren Landesmeistern weitere Mannschaften entsenden, die Landesmeister kleinerer Verbände müssen hingegen in den Qualifikationsrunden um die restlichen Startplätze spielen.
- Sieger 2019:  FC Liverpool
- Sieger 2020:  FC Bayern München
- Sieger 2021:  FC Chelsea
- Sieger 2022:  Real Madrid
- Sieger 2023:  Manchester City
- Sieger 2024:  Real Madrid

#### UEFA Europa League
Der zweithöchste europäische Wettbewerb ist die UEFA Europa League. Dieser Wettbewerb wurde erstmals in der Saison 1971/72, damals unter dem Namen UEFA Cup (in Österreich und in der Schweiz UEFA-Cup, in Deutschland auch UEFA-Pokal genannt), durchgeführt. Erster Sieger war die englische Mannschaft Tottenham Hotspur, Rekordsieger ist der FC Sevilla mit sieben Titeln. Auf die Saison 2009/10 wurde der UEFA Cup in UEFA Europa League umbenannt.
Die UEFA Europa League wird zwischen September und Mai des nächsten Jahres ausgetragen. Bis einschließlich der Saison 1996/97 wurde der Sieger in zwei Endspielen (Hin- und Rückspiel) ermittelt, danach in einem einzigen Finalspiel auf neutralem Platz.
Nach der Abschaffung des Europapokals der Pokalsieger 1999 erhielten die nationalen Pokalsieger das Startrecht für den UEFA Cup. Mit der Abschaffung des UI-Cups nach der Saison 2008/09 erhielten auch alle bis auf die in der UEFA-Fünfjahreswertung am weitesten vorne platzierten Verbände je einen zusätzlichen Startplatz in der Europa-League-Qualifikation.
- Sieger 2019:  FC Chelsea
- Sieger 2020:  FC Sevilla
- Sieger 2021:  FC Villarreal
- Sieger 2022:  Eintracht Frankfurt
- Sieger 2023:  FC Sevilla

#### UEFA Super Cup
Der Supercup-Wettbewerb im europäischen Vereinsfußball ist der UEFA Super Cup, welcher seit 1973 offiziell ausgetragen wird. Ursprünglich wurde er zwischen dem Sieger des Landesmeister- und dem Gewinner des Pokalsieger-Wettbewerbs ermittelt. Seit der Abschaffung des Letzteren im Jahr 1999 tritt der Champions-League-Sieger gegen den Europa-League-Sieger an. Erster Gewinner der damals noch inoffiziellen Austragung des Supercups war 1972 Ajax Amsterdam. Der AC Mailand und der FC Barcelona gewannen den Titel bislang am häufigsten, insgesamt jeweils fünfmal.
Bis einschließlich 1997 wurde der Gewinner in der Regel durch Hin- und Rückspiel in den Stadien der beiden teilnehmenden Vereine ermittelt. Seit 1998 wird der Supercup in einer einzelnen Begegnung, meistens gegen Ende August, auf einem neutralen Platz ausgespielt. Von 1998 bis 2012 war das Stade Louis II in Monaco fester Spielort, seitdem wechselt der Austragungsort jährlich. Meist wird das Spiel in einem kleineren Land ausgetragen, in dem der „große Fußball“ sonst eher selten gastiert.
Der UEFA Supercup ist zwar ein auf europäischer Ebene ausgetragener Wettbewerb, zählt jedoch nicht als Europapokal.
- Sieger 2018:  Atlético Madrid
- Sieger 2019:  FC Liverpool
- Sieger 2020:  FC Bayern München
- Sieger 2021:  FC Chelsea
- Sieger 2022:  Real Madrid

### Eingestellte Wettbewerbe

#### Europapokal der Pokalsieger
Der damals zweithöchste europäische Wettbewerb war der UEFA Cup Winners’ Cup – in Deutschland als Europapokal der Pokalsieger, in der Schweiz und in Österreich als Cup der Cupsieger bezeichnet. Er wurde 1960/61 erstmals ausgetragen, nach der Saison 1998/99 allerdings eingestellt. Erster Sieger war die AC Florenz, die meisten Siege feierte mit insgesamt vier Titeln der FC Barcelona.
Teilnahmeberechtigt waren neben dem Titelverteidiger die Pokalsieger aller Mitgliedsverbände der UEFA. Waren diese bereits für den Landesmeisterwettbewerb qualifiziert, rückte der unterlegene Pokalfinalist nach. Seit der Saison 1999/2000 waren die Pokalsieger bzw. -finalisten im UEFA Cup spielberechtigt.
Die Vertreter Deutschlands, Österreichs und der Schweiz bei der letzten Austragung 1998/99 waren der MSV Duisburg, die SV Ried und Lausanne-Sports. Duisburg und Lausanne schieden in der ersten, Ried in der zweiten Runde aus.
- Letzter Sieger 1999:  Lazio Rom

#### UEFA Intertoto Cup
Der vierte europäische Wettbewerb war der UEFA Intertoto Cup, meist kurz als UI-Cup bezeichnet. Erstmals wurde er 1967 ausgetragen, allerdings erst seit 1995 von der UEFA. Vorher hieß der Bewerb schlicht Intertoto Cup. Erste Sieger waren 1967 Feyenoord Rotterdam, OSC Lille, Lierse SK, Hannover 96, Zagłębie Sosnowiec, Polonia Bytom, IFK Göteborg, Ruch Chorzów, VSS Košice, KB Kopenhagen und Fortuna Düsseldorf.
Der UI-Cup wurde im Vorfeld des UEFA Cups ausgetragen; seine Gewinner waren in dessen Qualifikation startberechtigt. Der Spielmodus wurde im Laufe der Zeit mehrmals verändert. Seit 2006 wurde ausschließlich im K.-o.-System gespielt. Ab 2006 galt auch diejenige Mannschaft als Sieger, die im UEFA Cup am weitesten von allen elf UI-Cup-Finalgewinnern kam. Letztmals ausgetragen wurde der UI-Cup im Sommer 2008. Als deutscher Vertreter startete der VfB Stuttgart, für Österreich der SK Sturm Graz und für die Schweiz Grasshoppers Zürich. Alle drei Vereine erreichten die UEFA-Cup-Qualifikation.
- Letzter Sieger 2008:  Sporting Braga

## Handball
Ausrichter der Europapokal-Wettbewerbe im Handball ist die European Handball Federation (EHF). Es gibt momentan drei Wettbewerbe:

### EHF Champions League
Der höchste europäische Wettbewerb mit derzeit 16 Teilnehmern ist die EHF Champions League, oft auch abgekürzt CL. Darunter sind auch die ersten beiden der jeweiligen Vorsaison der Handball-Bundesliga. Gespielt wird zwischen Anfang September und Ende Mai des nächsten Jahres. Der Wettbewerb endet mit einem Finale, das im Final Four Modus entschieden wird.
Das erste Mal wurde der Wettbewerb 1956/57 ausgetragen. Erster Sieger war eine Auswahlmannschaft aus Prag. Rekordsieger ist der FC Barcelona mit zwölf Titeln.
Die ausscheidenden Teams in der Qualifikation steigen in den EHF-Pokal ab. Der Sieger ist für die EHF Champions Trophy qualifiziert und für den IHF Men’s Club World Championship der IHF teilnahmeberechtigt.

### EHF European League
Der zweithöchste Wettbewerb ist seit der Saison 2020/21 die EHF European League, die den EHF-Pokal ersetzt. Die Liga wird mit 24 Mannschaften gespielt, von denen 12 von der EHF gesetzt werden, während die übrigen aus einer Qualifikation mit bisher unbekannter Teilnehmerzahl kommen. Nach einer Gruppenphase folgen Achtel-, Viertel- und Halbfinale sowie Spiel um Platz 3 und Finale.

### EHF Challenge Cup
Der dritthöchste Wettbewerb mit zuletzt 36 Teilnehmern war bis 2020 der EHF Challenge Cup. Unter den Teilnehmern sind keine deutschen Mannschaften mehr, da dieser Wettbewerb heute vor allem für schwächere Mitgliedsverbände der EHF gedacht ist. Gespielt wird zwischen Anfang September und Anfang Mai. Der Wettbewerb endet mit einem Finale das in Hin- und Rückspiel entschieden wird. Das erste Mal wurde der Wettbewerb 1993/1994 unter dem Namen EHF City Cup ausgetragen. Erster Sieger war die deutsche Mannschaft TUSEM Essen.

### Ehemalige Bewerbe

#### EHF Cup Winners’ Cup
Der ehemals zweithöchste Wettbewerb mit insgesamt 35 Teilnehmern in der letzten Saison 2011/12 ist der EHF Cup Winners’ Cup, deutsch auch Europapokal der Pokalsieger. Die Qualifikation erfolgte auf nationaler Ebene in der Regel über den Pokalwettbewerb. Gespielt wurde zwischen Anfang September und Anfang Mai. Der Wettbewerb endete mit einem Finale, welches durch Hin- und Rückspiel entschieden wurde. Das erste Mal wurde der Wettbewerb 1975/76 ausgetragen. Erster Sieger war die spanische Mannschaft BM Granollers. Rekordsieger ist der FC Barcelona aus Spanien mit fünf Titeln. Der Sieger war für die EHF Champions Trophy qualifiziert.

#### EHF Cup (bis 2012)
Der ehemals dritthöchste Wettbewerb mit insgesamt 49 Teilnehmern in der letzten Saison 2011/12 ist der EHF Cup, deutsch auch EHF-Pokal, darunter waren auch Mannschaft die an der Qualifikation zur EHF Champions League gescheitert sind. Die Teilnahmeberechtigung ging an die besten Mannschaften der Handball-Bundesliga, die an keinem höheren Wettbewerb teilnahmen. Deutschland hatte zuletzt zwei Startplätze aufgrund des Sieges von FRISCH AUF! Göppingen in der Vorsaison. Gespielt wurde zwischen Anfang September und Anfang Mai. Der Wettbewerb endete mit einem Finale, das in Hin- und Rückspiel entschieden wurde. Erstmals wurde der Wettbewerb 1981/82 ausgetragen. Erster Sieger war die deutsche Mannschaft VfL Gummersbach. Rekordsieger sind der THW Kiel und der SC Magdeburg mit drei Titeln. Der Sieger war für die EHF Champions Trophy qualifiziert.

#### EHF Cup (2012–2020)
Zwischen 2012 und 2020 wurde der EHF Cup dann zum zweithöchste Wettbewerb mit zuletzt 49 Teilnehmern. Mit der Saison 2012/13 ersetzte der Wettbewerb den EHF Cup Winners’ Cup und den ehemaligen EHF Cup. Gespielt wurde zwischen Anfang September und Anfang Mai. Der Wettbewerb endete mit einem Finale, das im Final Four Modus zwischen den verbliebenen vier Mannschaften entschieden wurde. 2020 wurde als zweithöchste Spielklasse dann die EHF European League eingeführt.

#### EHF Champions Trophy
Der Superpokal im europäischen Handball war die EHF Champions Trophy, an der neben einem Veranstalter von sportlich hoher Qualität auch die Sieger von Champions League, EHF Cup Winners’ Cup und EHF Cup teilnahmen. Gespielt wurde meistens Ende November. Der Wettbewerb begann mit zwei Halbfinals und wurde in einem Finale entschieden, es gab auch ein Spiel um den dritten Platz. Das erste Mal wurde der Wettbewerb 1978 noch unter den Namen IHF Goldcup ausgetragen. Zwischen 1984 und 1995 fand der Wettbewerb nicht statt. Von 1996 bis 2006 hieß er zehn Jahre EHF European Club Championship, 2007 und 2008 fand er als EHF Champions Trophy statt und seit 2008 gar nicht mehr. Erster Sieger war die deutsche Mannschaft VfL Gummersbach. Rekordsieger ist der FC Barcelona aus Spanien mit fünf Titeln.

## Hockey
Ausrichter der Europapokal-Wettbewerbe im Hockey ist die European Hockey Federation (EHF). Es gibt Feld- und Hallen-Wettbewerbe für Damen und Herren:

### Euro Hockey League (Herren)
Die Euro Hockey League, kurz EHL, ist ein Feld-Wettbewerb für Herren mit derzeit 24 Teilnehmern ist. Darunter sind auch drei deutsche Mannschaften aus der Hockey-Bundesliga. Der EuroHockey-Club-Champions-Cup-Sieger und DM-Halbfinalist Crefelder HTC, der deutsche Meister Der Club an der Alster und der DM-Zweite Uhlenhorster HC haben sich qualifiziert. Aus der Schweiz hat sich der Landhockey-Meister Luzerner SC qualifiziert. Der österreichische Meister AHTC Wien ist ebenfalls dabei. Gespielt wird zwischen Ende Oktober und Mitte Mai. Der Wettbewerb endet in einem Finale am 11. Mai 2008. Das erste Mal offiziell wurde der Wettbewerb 1974, noch unter anderen Namen, ausgetragen. Die jetzige EHL löste den Vorgängerwettbewerb EuroHockey Club Champions Cup ab. Erster Sieger war die deutsche Mannschaft SC 1880 Frankfurt. Rekordsieger ist ebenfalls eine deutsche Mannschaft, HTC Uhlenhorst Mülheim mit neun Titeln.
Unterhalb der EHL gibt es weitere Wettbewerbe:
- EuroHockey Club Trophy
- EuroHockey Club Challenge I bis IV

### EuroHockey Club Champions Cup (Damen)
- Im EuroHockey Club Champions Cup, kurz ECCC, starten acht Mannschaften, maximal zwei je Nation. Das erste Mal wurde dieser Wettbewerb 1974, noch unter anderen Namen, ausgetragen. Darunter sind weitere Wettbewerbe angesiedelt:
- EuroHockey Club Trophy
- EuroHockey Club Challenge I bis III

### Hallen-Wettbewerbe
In der Halle werden nach Leistungsstärke gestuft für Damen und Herren je drei Wettbewerbe ausgetragen;
- EuroHockey Club Champions Cup (Damen, Halle), EuroHockey Club Champions Cup (Herren, Halle)
- EuroHockey Indoor Club Trophy
- EuroHockey Indoor Club Challenge

### Ehemalige Wettbewerbe
Im EuroHockey Cup Winners Cup der Damen bzw. der der Herren waren die Pokalgewinner startberechtigt. Diese Wettbewerbe wurden bei den Damen von 1991 bis 2009, bei den Herren von 1990 bis 2007 ausgetragen.
siehe auch: Liste der Feld- und Hallenhockey-Europapokalsieger

## Leichtathletik
Im Bereich der Leichtathletik wurde ab 1965 der Leichtathletik-Europacup veranstaltet. 2009 wurde eine völlige Umgestaltung vorgenommen, und die Leichtathletik-Team-Europameisterschaft geschaffen. Für die leichtathletischen Wurfdisziplinen gibt es den Winterwurf-Europacup.

## Pétanque

### CEP EuroCup
Der EuroCup in der Kugelsportart Pétanque wird von der Confédération Européenne de Pétanque (CEP) seit 1997 veranstaltet.

## Schach
Im Schach existiert der European Club Cup, der von der European Chess Union seit 1976 veranstaltet wird.

## Skibergsteigen

### Europacup im Skibergsteigen
In der Sportart Skibergsteigen richtet seit 1992 der International Council for Ski Mountaineering Competitions (ISMC) den Europacup im Skibergsteigen aus.

## Unihockey

### EuroFloorball Cup
Im Unihockey gibt es einen EuroFloorball Cup, der jährlich stattfindet (zwischen 2000 und 2008 wurde der Event halbjährlich ausgetragen) und von der International Floorball Federation (IFF) organisiert wird. Der Cup hat jeweils eine Qualifikationsrunde die in 3 Gruppen an drei Qualifikationsturnieren ausgetragen wird und am eigentlichen Europacup spielen dann noch 6 Teams mit. Der Cup wird auch an einem Standort in etwa 5 Tagen ausgetragen.

## Rugby Union
Ausrichter der Europapokal-Wettbewerbe in Rugby Union ist das Six-Nations-Organisationskomitee. Es gibt momentan drei Wettbewerbe:

### European Rugby Champions Cup
Der höchste europäische Wettbewerb mit derzeit 20 Teilnehmern ist der European Rugby Champions Cup (ERCC). Der Sieger ist für den nächsten European Rugby Champions Cup qualifiziert.

### EEPCR Challenge Cup
Der zweithöchste europäische Wettbewerb mit derzeit 20 Teilnehmern ist der EPCR Challenge Cup. Der Sieger ist für den nächsten European Rugby Champions Cup qualifiziert.

### European Rugby Continental Shield
Der dritte europäische Wettbewerb heißt European Rugby Continental Shield. Hier spielt der deutsche Meister mit. Gespielt wird zwischen Ende Oktober und Mitte Mai. Die beiden Finalisten sind für den nächsten European Rugby Challenge Cup qualifiziert.

## Volleyball
Ausrichter der Volleyball Europapokal-Wettbewerbe ist die Confédération Européenne de Volleyball (CEV). Es gibt momentan drei Wettbewerbe:

### Champions League
Die Champions League ist der höchste Europapokal-Wettbewerb im Volleyball. Für den größten Erfolg aus deutscher Sicht sorgte 2007 der Gewinner VfB Friedrichshafen.

### CEV-Pokal
Der CEV-Pokal ist der zweithöchste Europapokal-Wettbewerb im Volleyball. Bis einschließlich der Saison 2006/07 wurde der Wettbewerb unter dem Namen Top Teams Cup ausgetragen und die Bezeichnung CEV-Pokal galt für den jetzigen Challenge Cup.

### Challenge Cup
Der Challenge Cup ist der dritthöchste und somit rangniedrigste Europapokal-Wettbewerb im Volleyball. Bis einschließlich zur Saison 2006/07 wurde der Wettbewerb unter dem Namen CEV-Pokal ausgetragen.

## Wintersport
In fast allen olympischen Individualsportarten des Wintersports, wie beispielsweise Biathlon, Ski Alpin und Skispringen, werden Europacups ausgetragen. Diese sind dann zusammen mit Asiencup und anderen Continental-Cups nach dem Weltcup die zweithöchste Klasse. Ausnahme war bis 2011 der Ladies-Continental-Cup beim Skispringen, da es bis dahin für Frauen keinen Weltcup gab.